# Museumsinsel (München)
Museumsinsel (đảo viện bảo tàng) là một đảo trên sông Isar tại München, nơi tọa lạc viện bảo tàng Đức.

## Địa lý
Museumsinsel có chiều dài 863 m và chiều rộng 197 m, diện tích tổng cộng là 8,6 mẫu vuông.
Đảo này chia sông Isar thành Große Isar, mà bị biến thành kinh đào, ở phía tay trái và Kleine Isar, có nhiệm vụ hứng đỡ nước lúc nước dâng cao.
Museumsinsel bây giờ thuộc về khu vực Ludwigsvorstadt-Isarvorstadt. Nó được nối liền với các vùng khác nhờ cầu Ludwig, ngoài ra từ phía Tây bởi cầu Bosch. Phía bên kia thì cầu Zenneck dẫn tới khu vực Au-Haidhausen bên cạnh. Về bờ phía Nam thì Museumsinsel có nối với cầu Cornelius, gần đây cũng có lối đi công cộng vào đảo (Người ta có thể đi bộ hay xe đạp dọc theo viện bảo tàng để đi lại từ cầu Cornelius tới cầu Bosch).
Phần phía Bắc của cầu Ludwig thuộc về khu vực Altstadt-Lehel có một công viên nhỏ với vòi phun Vater-Rhein. kế tới là có một đập nước dọc theo Kleine Isar dẫn tới Wehrsteg, cầu mà nối Museumsinsel với đảo Prater.

## Lịch sử
Bờ sỏi hình thành từ thời Trung cổ tại sông Isar, nơi có một cầu duy nhất bắc ngang qua sông tại München. Cầu này bây giờ là cầu Ludwig, trước đây bằng gỗ, dẫn Đường Muối qua sông Isar. Vào thời đó bờ sỏi này được dùng làm chỗ đậu phà, chứa gỗ và than được chở từ phà tới đây. Cho nên trước đây đảo này có tên là Kohleninsel. 

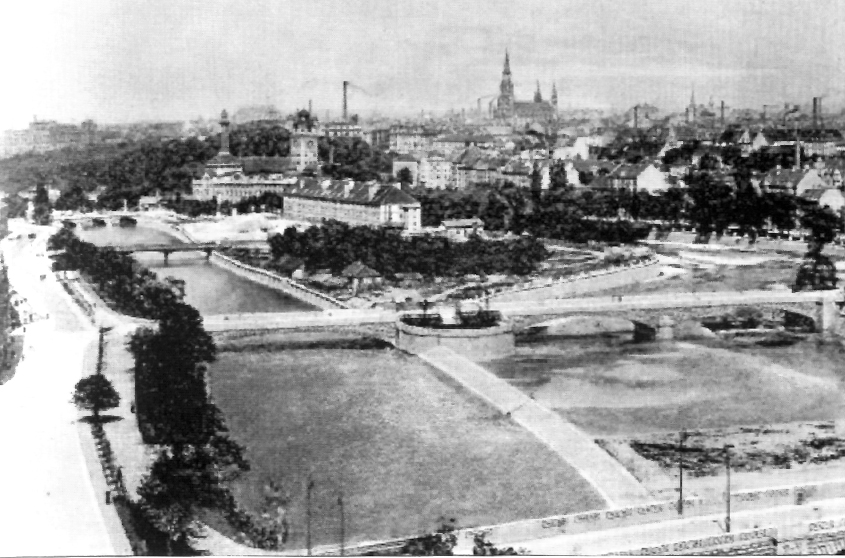
Chụp từ phia Nam (1900). Phía trước là Corneliusbrücke, trên đảo là tòa nhà quân đội.

## Sách báo
- Hans-Luidger Dienel: Das Deutsche Museum und seine Geschichte., Deutsches Museum, München, 1998
- Peter Klimesch: Isarlust – Entdeckungen in München, MünchenVerlag, München 2011, ISBN 978-3-937090-47-4. Mit Essay zur Museumsinsel und der Isar nach der Renaturierung.
- Peter Klimesch: Münchner Isarinseln – Geschichte, Gegenwart und Zukunft. (Zum nördlichen Teil der Museumsinsel mit dem Vater-Rhein-Brunnen.) In: Ralf Sartori (Hrsg.): Die neue Isar, Band 4. München 2012. ISBN 978-3-86520-447-9.